# Baralhos italianos

Padrões regionais na Itália:
Naipes franceses (amarelo)
1. Piemonte
2. Lombarde
3. Genovesi
4. Toscane (Fiorentine)
Naipes alemães (azul)
5. Salzburgers
Naipes italianos (verde)
6. Bergamo Página
7. Bresciane
8. Trentino
9. Trevigiane
10. Triestina
11. Primiera à bolonhesa
Naipes espanhóis (laranja)
12. Piacentine
13. Romagnole
14. Napolitano
15. Siciliano
16. Sardo

Cartas italianas de jogar (carte da gioco) existem na Itália desde o final do século XIV. Até o final do século XIX, a Itália era composta por muitos estados independentes menores ou sob ocupação estrangeira, o que levou ao desenvolvimento de vários padrões regionais de cartas de jogar; "Cartas de jogar italianas" normalmente se referem apenas aos baralhos originários do nordeste da Itália, nos arredores da antiga República de Veneza, que estão confinados em grande parte ao norte da Itália, partes de Suíça, Dalmácia e Bocas de Cattaro, Montenegro. Outras partes da Itália tradicionalmente usam variantes locais tradicionais do baralho espanhol, baralho francês ou alemão.
Como cartas do mesmo naipe latino, as cartas do italiano e do espanhol usam espadas (spade), taças (coppe), moedas (denar) e bastões (bastoni). Todos os 4 grupos de naipes italianos têm três "figuras": o fante (Valete), cavallo (Cavaleiro) e re (Rei) a menos que seja um baralho Tarot (Tarocchi), caso em que uma donna ou regina (Rainha) é inserida entre o cavallo e re.
Jogos populares italianos incluem Escopa, Bisca, Tressette, Béstia e Sette e mezzo.

## História

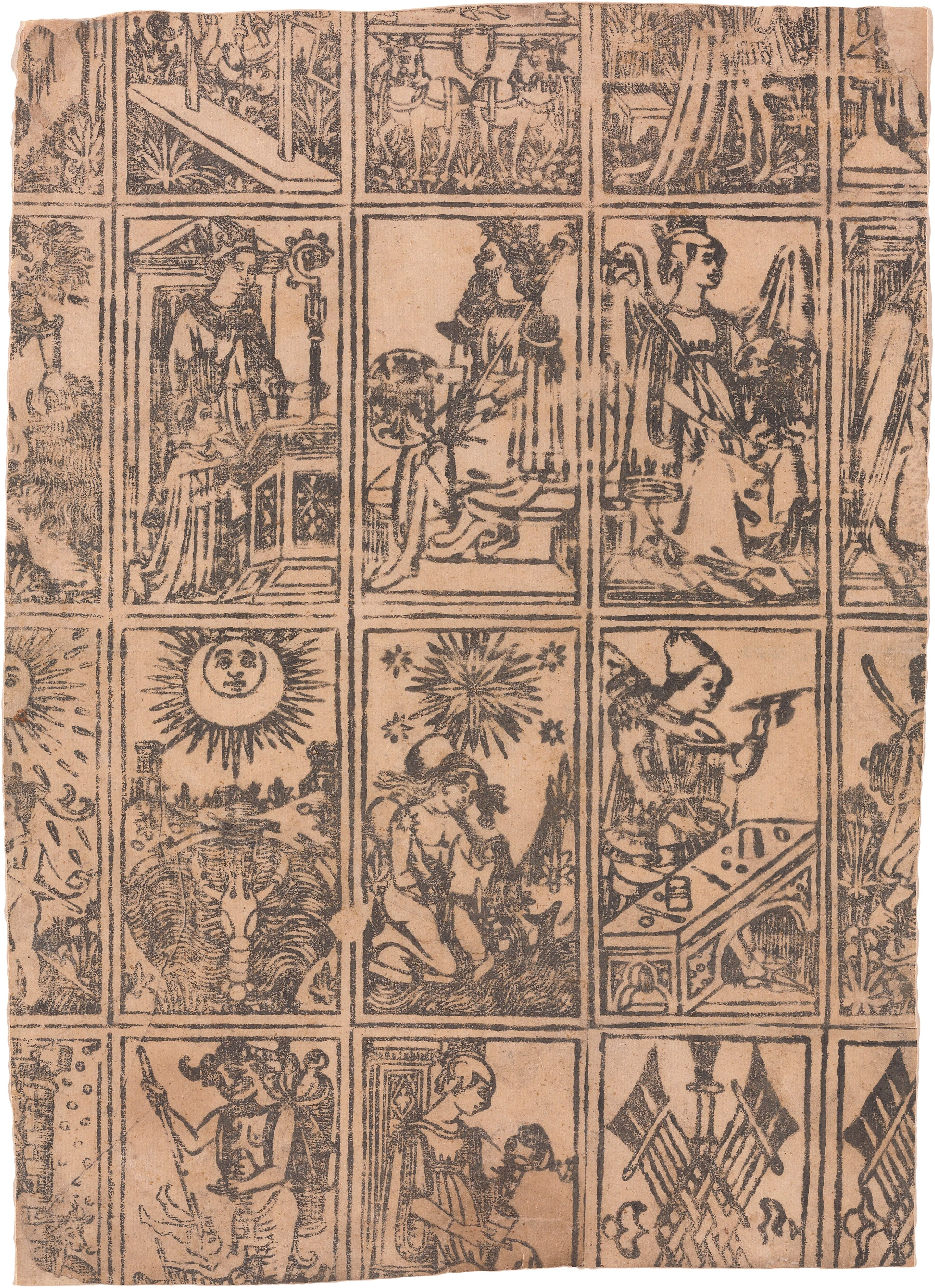
Tarocchi Milanês 1500

Cartas de jogar chegaram de Sultanato Mameluco do Cairo durante a década de 1370. As cartas mamelucas usavam naipes de taças, moedas, espadas e tacos de pólo. Como o polo era um esporte obscuro, os italianos os transformaram em bodurnas. A Itália era um conjunto de pequenos estados. Assim, cada região desenvolveu suas próprias variantes. O sul da Itália estava sob forte influência espanhola, de modo que suas cartas se bastões cerimoniais em vez de bodurnas. Espadas e bastões também se cruzam, diferentemente dos espanhóis.
As cartas do Tarot foram inventadas durante o início do século XV no norte da Itália como um grupo permanente de Trunfos (Trionfi). Cartas desses naipes italianos raramente são encontradas fora do norte da Itália. No passado, no entanto, as cartas de tarô baseadas nas cartas de Milão, o Tarô de Marselha, se espalharam para a França e a Suíça no século XVI e, posteriormente, para a Áustria e partes da Alemanha no século XVIII, antes de serem substituídas pelas tarot francesas durante os séculos XVIII e XIX. Em alguns lugares da Suíça, o baralha - Swiss 1JJ Tarot] ainda é usado para jogos.

O jogo veneziano de Trappola também se espalhou para o norte, para a Alemanha, Áustria-Hungria e Polônia, até desaparecerem em meados do século XX. A palavra grega para baralho, "Τράπουλα", é uma transliteração de Trappola. Pode ter entrado no idioma grego das Ilhas Jônicas sob domínio de Veneza durante o século XVI. Em Corfu, Aspioti-ELKA produziu cartões de padrões venezianos até a Guerra Greco-Italiana.

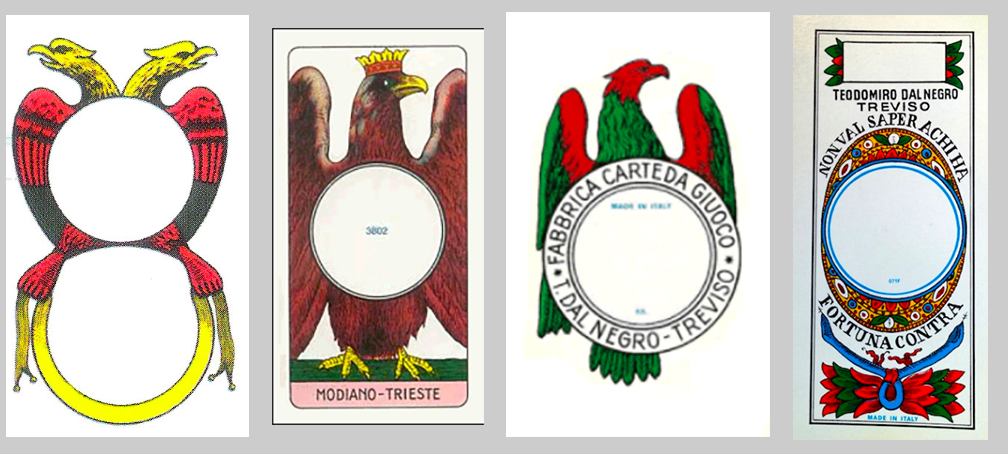
Ás de ouros mostrando os círculos em branco para carimbos de imposto. Esq-Dir: Napoletane, Piacentine, Siciliane, Trevisane

Baralhos “reduzidos” de 40 cartas, aqueles sem as cartas oito, nove e dez (mas com Valete, Cavaleiro e Rei) são o formato mais comum encontrado na Itália hoje. Esse é o resultado de jogos populares dos séculos XVI e XVII, como Primero e Ombre. Desde a segunda metade do século XX, alguns fabricantes italianos adicionaram um par de Coringas, mas somente nos baralhos completos (52 cartas).

### Impostos
Até 1972, todos os baralhos de cartas vendidos na Itália tinham um selo que mostrava que o fabricante havia pago o valor apropriado do imposto. Isso levou a uma característica da maioria dos designs italianos regionais em ter uma carta em particular (geralmente o Ás de Ouros) ou ter um círculo em branco no design ou ter apenas uma pequena quantidade de obras de arte em comparação com o resto do baralho. Além disso, a maioria dos estilos regionais de baralho espanhol tem o Ás de Ouros, incluindo uma águia. Esse estilo de design persistiu, mesmo após a descontinuação do requisito de carimbo de imposto.

## Baralhos Italianos com Naipes Italianos (Naipes Italianos)
| Naipes (Bergamasche) |         |       |        |         |
| Nome Italiano        | Spade   | Coppe | Denari | Bastoni |
| Tradução literal     | Espadas | Copas | Moedas | Bastões |

Os designs de cartas tradicionais italianas (do norte) estão intimamente relacionados aos espanhóis, compartilhando os mesmos naipes de taças, moedas, espadas e paus. No entanto, existem diferenças visuais notáveis, incluindo o fato de os bastões serem desenhados como cerimoniais e retos, em vez de galhos de árvores ásperos como em um baralho espanhol e as espadas sendo curvas como uma cimitarra.. Além disso, taças nos modelos do norte da Itália tendem a ser mais angulares, geralmente hexagonais, em oposição ao cálice circular com alças nos modelos espanhóis

### Trentine, Bresciane e Bergamasche

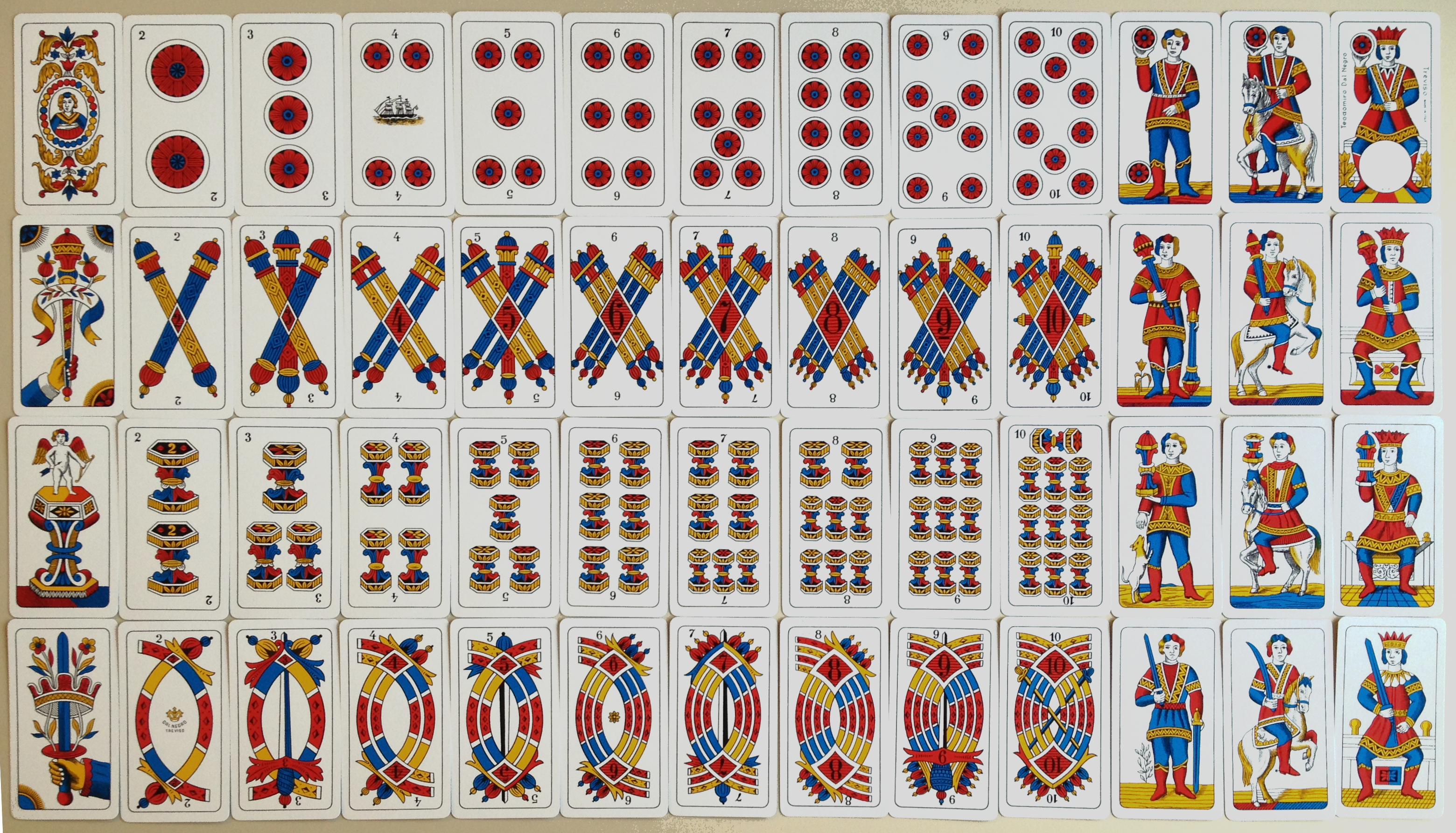
Baralho Trentino

Esses três padrões estão intimamente relacionados, tendo sido formados em estreita proximidade um do outro. Acredita-se que o padrão Trentine seja o padrão italiano sobrevivente mais antigo e a origem dos padrões Bresciane e Bergamasche. As cartas Trappola também podem ter se originado desse padrão.
As cartas trentinas são vendidas em pacotes de 40 ou 52. No baralho menor faltam as cartas oito, nove, dez. O baralho maior vem com um par de coringas. Todos os reis sentam-se em tronos e as cartas não são reversíveis As cartas utilizam apenas cinco cores: preto, branco, vermelho, azul e amarelo, o que levou a enfrentar cartões com cabelos azul, amarelo e vermelho. Os Trentine com os símbolos de naipes também tem numerais, embora nem sempre estejam no canto. Essas cartas são mais largas as dos tipos a seguir.
O baralho Bresciane vem apenas em conjuntos de 52 cartas e também não é reversível. As cartas são um pouco mais coloridas, adicionando-se verde e marrom. Apenas os 7 e os 9 de espadas são numerados e são encontrados dentro dos símbolos de naipes. O baralho Bresciane completo de 52 cartas é usado no jogo local tradicional cicera bigia, como uma alternativa sem usar os 8s, 9s e 10s para criar-se o baralho italiano de 40 cartas padrão para jogos como Briscola e Scopa.
O padrão Bergamasche vem em baralhos de apenas 40 cartas. São reversíveis (duas cabeças), o que significa que podem ser virados de cabeça para baixo. Nenhuma das cartas de pontos é numerada e a cor é adicionada às faces dos caracteres.

### Trevisano e Triestino
O baralho Trevisane, também conhecido como baralho Trevigiane, Venetiano ou Vêneto, vem em conjuntos de 40 ou 52 cartas. No conjunto menor faltam as 8 a 10, enquanto no maior estão todas e mais dois Coringas para aumentar até 56 cartas. As cartas de figuras são reversíveis e as cartas de símbolos naipe têm números nos cantos.
Intimamente relacionado é o pacote Trieste Triestine de 40 cartas. Embora as cartas 8 a 10 tenham sido removidas, as cartas de figuras ainda são numeradas de 11 a 13. As cartas figuras são reversíveis, com cada metade separada por uma caixa de legenda branca que rotula a carta. Este é o único baralho cujas cartas figura e de símbolos naipe são numeradas, embora nem sempre os números estejam nos cantso. Esse padrão também é encontrado na costa da Croácia, correspondendo ao da República da Veneza e,Stato da Màr.

### Primiera e Tarocco Bolognese

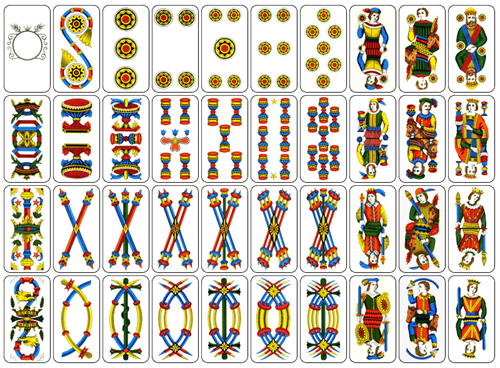
Baralho Primiera Bolognese

Os cartões de Bologna são vendidos em dois conjuntos, o de “Primiera Bolognese “de 40 cartas e o de “Tarocco Bolognese” de 62 cartões. 
O conjunto Primiera é usado para jogos padrão como Primero, enquanto o conjunto Tarocco é usado para jogar Tarocchini. O conjunto Primiera vai das fileiras Ás até 7, Valete, Cavaleiro e Rei. O conjunto Tarocco vai das fileiras 6 a 10, mais Valete, Cavaleiro, Rainha, Rei e Ás a ainda 21 cartas de números e uma carta especial, “o louco” (il matto). Todos os naipes compartilham características em comum parecem muito semelhantes, mas não são idênticos.
Os naipes do conjunto Tarocco também são diferentes de outros baralhos tarot. Embora tenha 21 trunfos, apenas os trunfos 5 a 16 são numerados e quatro dos trunfos inferiores são considerados iguais em valor. O O Mágico (carta de Tarô) é um trunfo não numerado, sendo o mais baixo. Todas as cartas e trunfos são reversíveis. Os conjuntos Tarocco de Dal Negro incluem dois Coringas que não são usados em nenhum jogo de tarocchini.

### Tarocco Piemontese Suíço 1JJ
O Tarocco Piemontese é um baralho de tarô de 78 cartas do Piemonte e o baralho de tarô mais popular da Itália. É derivado do Tarô de Marselha.  Diferentemente do baralho tradicional Piemontesi, que usa trajes franceses, o baralho de tarô usa trajes italianos. O Louco (carta de Tarô) é numerado como “0” (zero), apesar de não ser um trunfo. Os trunfos e a maioria das cartas de símbolos de naipe têm índices em algarismos arábicos modernos (para trunfos, taças (copas) e moedas) ou algarismos romanos (para espadas e bastões). As cartas de figurasa e trunfos são reversíveis. Os baralhos Dal Negro incluem dois coringas que não se usam para jogos tarot.
O Tarot Swiss 1JJ é um jogo de tarô de 78 cartas, descendente do Tarot de Besançon, um ramo do tarô de Marselha, e ainda é usado nos baralhos da Suíça. Apesar de usar trajes italianos, os trunfos são rotulados em francês ou alemão. Eles não são reversíveis e os trunfos e cartas de símbolos de pip usam indexação de números romanos. Eles são usados pelos romanches para jogar Troccas e pela Suíça alemã para jogar Troggu.

## Baralhos Italianos com Naipes Espanhóis (Naipes Espanhóis)
| Naipes (Napoletane) |         |       |        |         |
| Nome Italiano       | Spade   | Coppe | Denari | Bastoni |
| Tradução literal    | Espadas | Copas | Ouros  | Paus    |

Cartas de baralho espanholas são usadas para os padrões de cartas Napolitanas, Sardas, Romagnoles e Sicilianas, que cobrem a metade sul da península italiana e as ilhas da Sardenha e Sicília, e também o baralho Piacentino da cidade do norte Piacenza.
As cartas dos mesmos naipes espanhóis diferem dos baralhos do norte da Itália, na medida em que os paus (bastoni) são descritos como simples galhos cortes de árvores, e as espadas (pá) são espadas longas e retas, em vez de cimitarras curvas.

### Baralho Napolitano
O baralho Napolitano é amplamente utilizado no sul e no centro da Itália. Possui um bom número de cartas bem únicas e características, incluindo os 3 dos bastões, que apresentam uma máscara grotesca com bigode grande, silhuetas de atividades agrícolas no 5 de Espadas e do Cavaleiro (Cavallo) de Espadas sendo retratado como um mouro, usando um turbante e segurando uma cimitarra.
The Ace of Coins features a double-headed eagle with two open circles; the lower circle was traditionally for the tax stamp.

### Baralho Sardo
O baralho da Sardenha (Sarde) é o mais semelhante em design aos usados na Espanha, devido aos longos laços culturais da Espanha e da Sardenha, que datam de antes de a Sardenha se tornar parte da Itália.
As cartas da Sardenha incluem pequenos números de índice nos cantos superior esquerdo (assim como as cartas da Espanha), com os índices seguindo os valores das cartas em espanhol (Valete, Cavaleiro e Rei são marcados 10, 11 e 12, conforme um baralho espanhol de 48 cartas, mesmo que o baralho da Sardenha contenha apenas o conjunto italiano padrão de 40). O Ás de Ouros (moedas) também é o único design regional italiano a realmente apresentar uma grande moeda de ouro, com espaço para o carimbo de imposto embaixo, em oposição a um círculo aberto em outros decks italianos.
Os nomes dos naipes na língua sardenha também mostram influência espanhola - enquanto Cuppas, Bastos e Ispadas têm o mesmo significado no sardo que no italiano, o fato de moedas é chamado Oros (que significa "ouro", como o naipe é chamado em espanhol), em vez de italiano Denari. Da mesma forma, o Valete é chamado Sutta (Sota em espanhol), em oposição ao italiano Fante.

## Baralhos Italianos com Naipes Franceses
| Naipes           |          |           |        |        |
| Nome Italiano    | Cuori    | Quadri    | Fiori  | Picche |
| Tradução literal | Corações | Quadrados | Flores | Picos  |

### Lombardo, Genovês, Toscano ed Piemontês
Os estilos regionais do noroeste da Itália usam os trajes franceses de copas (cuori), diamantes (quadri, literalmente "quadrados"), espadas (picche, "piques") e clubes. (fiori, literalmente "flores").
Eles diferem dos baralhos franceses ou internacionais, pois geralmente não têm pips laterais numerados e têm designs característicos de cartas judiciais para o rei (re ou regio), rainha (donna).) e Knave (Gobbo ou Fante).
As cartas de baralho Toscane apresentam cartas judiciais de uma só cabeça com um retrato completo, enquanto os outros três estilos apresentam cartas judiciais de duas cabeças. As cartas de Ace Piemontese apresentam uma coroa decorativa em torno do símbolo do naipe - originalmente isso estava ausente no Ás de Copas, mas os decks modernos incluem cada vez mais a coroa nos quatro Ases.

### Indústria e Sorte
Industrie und Glück é um baralho usado em Trieste e em Südtirol para jogos de cartas de tarô. Eles se originaram no Império Austro-Húngaro e são nomeados para a inscrição alemã no segundo trunfo (Copas).

## Baralhos Italianos com Naipes Alemães

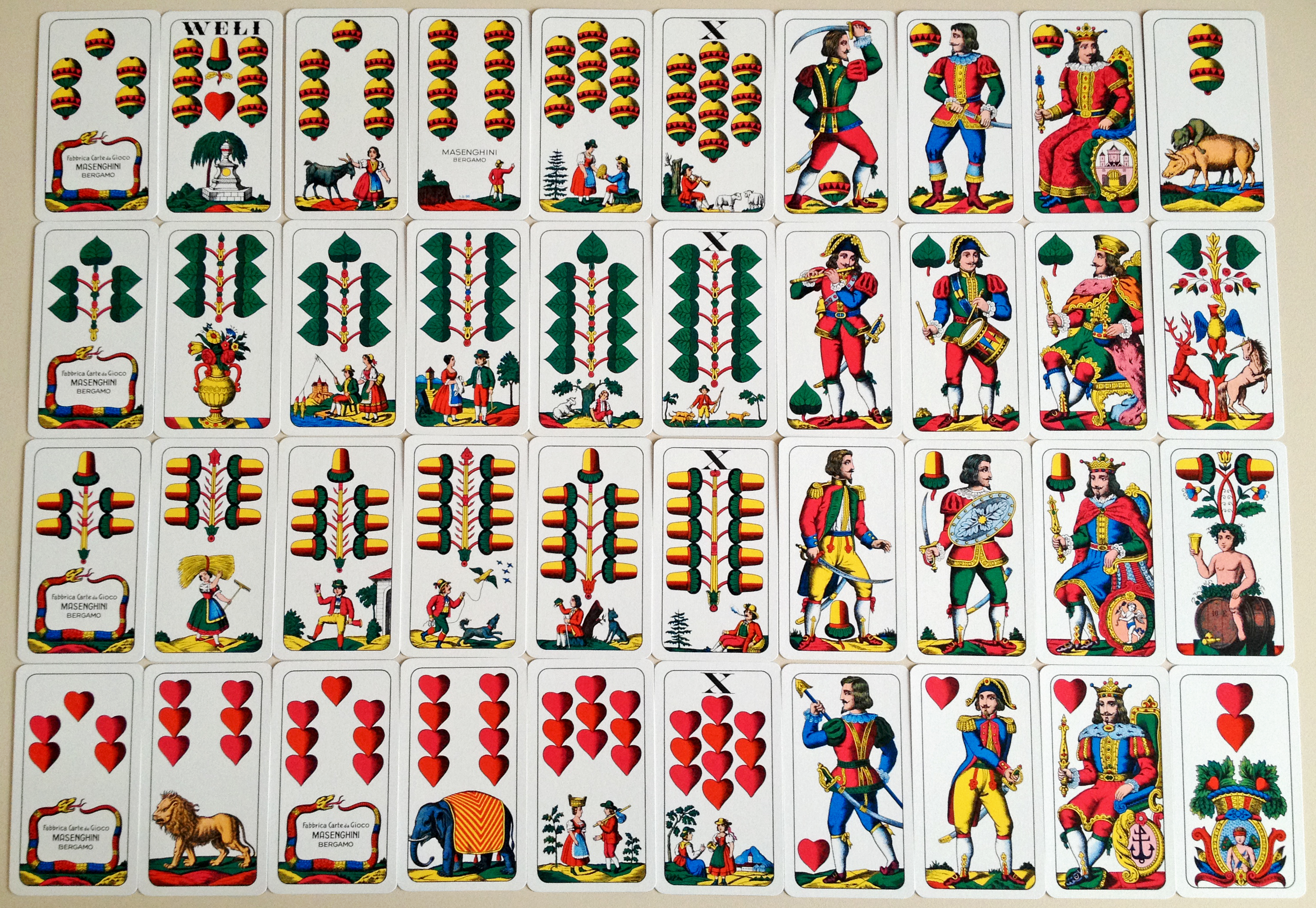
Um pacote de padrões de Salzburgo do tipo usado no norte da Itália

No final de Primeira Guerra Mundial, a região de língua alemã do Tirol do Sul foi transferida da [[]Áustria]] para a Itália, mas manteve os vínculos culturais alemães, incluindo as tradicionais cartas alemãs, conhecido em alemão como o padrão Salzburger ou em italiano como Salisburghesi.
O baralho Salisbughesi consistia originalmente em 33 cartas, sendo as 32 usadas em jogos alemães e austríacos como Skat (cada naipe incluindo um Ás (ou Deuce), Rei, Valete Superior, Valete Inferior, 10,9,8 e 7) mais o Weli, um curinga ou equivalente. Desde então, esse número foi aumentado para 40 cartas, como na maioria dos outros baralhos italianos, adicionando 6 e 5 a cada naipe, com o Weli dobrando como o 6 de Sinos.
| Naipes           |                     |        |          |            |
| Nome Italiano    | Ghiande             | Foglie | Cuori    | Campanelli |
| Nome Alemão      | Eichel              | Laub   | Herz     | Schellen   |
| Tradução literal | Bolotas (de árvore) | Folhas | Corações | Sinos      |